# Tressensteinkalk

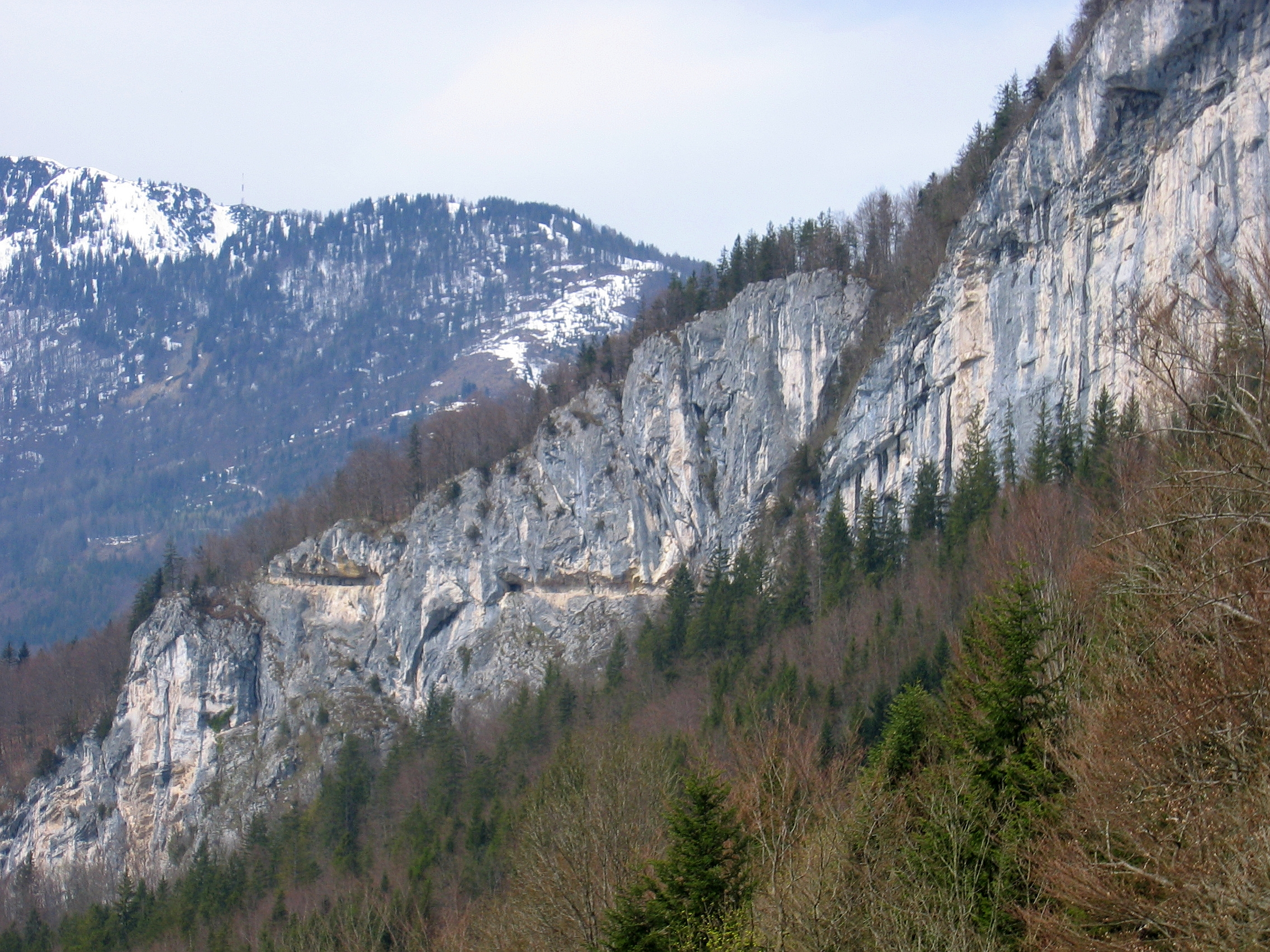
Tressensteinkalk der Ewigen Wand in Bad Goisern am Hallstättersee

Der Tressensteinkalk ist ein in der Oberjura entstandene Gesteinsschicht der Nördlichen Kalkalpen.

## Entstehung
Ab der späten Obertrias sank der Meeresboden der Tethys langsam ab, wodurch es zur Bildung von Riffen kam. Der Tressensteinkalk ist ein brekziöser Riffschutt-Kalkstein aus dieser Zeit und stammt aus dem Flankenbereich der Plassenkalk-Lagune. Seine Fazies ist dickbankig bis massig und die Farbe hellgrau oder bräunlich.

## Vorkommen
Der nach dem Tressenstein (südlich vom Altausseer See) benannte Kalk ist im Bereich der Westlichen Salzkammergutalpen zu finden. Der markante, kastellartige Gipfelaufbau des Losers besteht ebenfalls aus Tressensteinkalk.